# Cratere Bernice
Bernice  è un cratere sulla superficie di Venere.